# بروبيونات البوتاسيوم
 بروبيونات بوتاسيوم  مركب كيميائي له الصيغة C3H5KO2 ، ويكون على شكل بلورات عديمة اللون .وهو ملح البوتاسيوم لحمض البروبيونيك.